# Xavier Renedo i Puig
Xavier Renedo i Puig (Girona, 1958) és un filòleg català, especialitzat en història de la literatura catalana. El seu camp de treball inclou la cultura de la baixa edat mitjana catalana, i particularment l'obra de Francesc Eiximenis. Ha publicat diverses obres sobre Eiximenis, així com sobre Lo somni de Bernat Metge i sobre Tirant lo Blanc, entre d'altres. Treballa com a professor a la Universitat de Girona i és col·laborador de Núvol.

## Publicacions destacades
- Renedo, Xavier. Francesc Eiximenis, art de predicació al poble. Vic: Eumo, 2009.
- Renedo, Xavier; Guixeras, David. Francesc Eiximenis, an anthology. Introduction and selection of texts by Xavier Renedo and David Guixeras. Barcelona: Barcino, 2008.
- Dotzè llibre del crestià. Girona: Universitat de Girona, 2005.
- Renedo i Puig, Xavier. Edició i estudi del Tractat de Luxúria de Francesc Eiximenis. Barcelona: Universitat Autònoma de Barcelona. Servei de Publicacions, 1995.
- Renedo i Puig, Xavier; Puig, Estanis; Sánchez, Pere. Paisatge i fantasia. Barcelona: Columna, 1994.[4]